# Mikroregion Podhůří
Die Mikroregion Podhůří ist ein Verband von elf Gemeinden, davon fünf aus dem Okres Semily (Rovensko pod Troskami, Holenice, Tatobity, Veselá, Žernov) und sechs aus dem Okres Jičín (Holín, Jinolice, Kněžnice, Libuň, Podůlší, Zámostí–Blata). Die Größe beträgt 7.525 Hektar, auf denen 4.584 Einwohner leben.
Die Mikroregion liegt zwischen Ještědskokozákovský hřbet und Jičínská pahorkatina. Podhůří bildet eine Verbindung zwischen Holín bei Jičín und Tatobity am südlichen Teil von Kozákov. Zur Region gehört auch die attraktive Gegend von Prachovské skály auf dem Kataster der Gemeinden Holín und Zámostí–Blata.
Der niedrigste Punkt befindet sich in der Gemeinde Holín mit 278 M.ü.M, die höchsten Punkte sind die Hügel Přivýšina (463 M. ü. M.) bei Holín und Jinolice, Hrázka (452 M. ü. M.) oberhalb von Libuň, Kámen (439 M. ü. M.) zwischen Holenice und Rovenskopod Troskami. Durch die Region fließen Libuňka, Žehrovka, Cidlina und deren Zuflüsse.
Verkehrsmäßig ist die Region über die Straßen I/35 Turnov – Jičín und/284 Turnov – Lomnice nad Popelkou – Stará Paka erreichbar. Hinzu kommen die Eisenbahnverbindungen Turnov – Jičín und Jičín – Stará Paka.
Das Gebiet ist zu 26 % bewaldet. Die landwirtschaftliche Nutzung ist vor allem in den nördlichen Teilen schlecht; eine höhere Bodennutzung ist nur bei Libuň, Kněžnice, Holín, und Jinolice möglich.
In der durch Umwelteinflüsse kaum zerstörten Region befinden sich einige Hügel, Wasserflächen und Wäldern mit vielen historischen Sehenswürdigkeiten. Die Gegend ist für den Sommer- wie auch Wintertourismus gut erschlossen.
Die Gemeinden sind meist klein, die Einwohnerzahl reicht von 87 bis 1.254. Die Einwohnerdichte beträgt 60,3 Einwohner je Quadratkilometer, in einigen Gemeinden gibt es eine ungünstige Altersstruktur (Überalterung).
Viele der Einwohner müssen zu ihren Arbeitsorten pendeln, die Arbeitsmöglichkeiten direkt in den Orten sind gering.
Viele der Gemeinden haben eine unzureichende Infrastruktur, in manchen Gemeinden ist nicht einmal die Trinkwasserversorgung sowie -entsorgung gesichert. Auch die ökologisch sinnvolle Wärmeversorgung lässt zu wünschen übrig.